# José Pereira Lúcio
José Pereira Lúcio (Arapiraca, 29 de janeiro de 1931 – Maceió, 12 de abril de 2005) foi um político e pecuarista brasileiro.
Filho de José Lúcio da Silva e de Júlia Pereira Lúcio. Casou com Margarida Carvalho Lúcio;
Foi vereador de Arapiraca, da qual foi depois a prefeito. Nas eleições de outubro de 1958 foi eleito deputado à Assembleia Legislativa alagoana pela União Democrática Nacional (UDN), assumindo o mandato em fevereiro de 1959. Em outubro de 1962 foi eleito deputado federal por Alagoas, também pela UDN. Com a extinção dos partidos políticos pelo Ato Institucional Número Dois e a posterior instauração do bipartidarismo, filiou-se ao partido governista, a Aliança Renovadora Nacional (Arena). Nessa legenda foi reeleito em 1966 e permaneceu na Câmara até o final da nova legislatura, em janeiro de 1971.